# کوزمینوفکا (شهرستان فیودوروفسکی، باشقیرستان)
کوزمینوفکا (انگلیسی: Kuzminovka, Fyodorovsky District, Republic of Bashkortostan) یک شهرک در شهرستان فیودوروفسکی استان باشقیرستان کشور روسیه است.